# 19768 Ellendoane
19768 Ellendoane (2000 OX14) là một tiểu hành tinh vành đai chính được phát hiện ngày 23 tháng 7 năm 2000, bởi nhóm nghiên cứu tiểu hành tinh gần Trái Đất phòng thí nghiệm Lincoln ở Socorro.